# Hospital General de Nuestra Señora de la Encarnación y San Roque
L'Hospital General de Nuestra Señora de la Encarnación y San Roque (denominat en la seva època simplement com a Hospital General de Madrid, tot i que va ser denominat també com Hospital de la Anunciación de Nuestra Señora ) va ser una  institució sanitària situada a la vila de Madrid. Es trobava situat a la fin del carrer carrera de San Jerónimo, en part de l'àrea que ocupa en l'actualitat la Plaza de las Cortes i el edifici de les Cortes. Es tractava inicialment d'un hospital per a homes. Els seus orígens daten del regnat de  Felip II sent el seu primer rector Bernardino de Obregón, va estar en servei durant gairebé més de dos segles fins a ser substituït pel  Hospital General d'Atocha.

## Història
L'any 1561 Felip II assenta la Cort a la vila de Madrid. Entre les moltes reformes que aborda, una d'elles és la d'agrupar les institucions sanitàries, molt disperses, en un Hospital General. Aquest primer intent de reagrupació sanitària es realitza l'any 1587, concentrant-se les Cases de Santa Catalina (denominades també com  Convento de Santa Catalina) properes al paseo del Prado, posant al seu càrrec al religiós Bernardino de Obregón. L'Hospital devia tenir molt poc espai ja des dels inicis i en 1603  Felip III comença a valorar el seu trasllat.  Ja el 1596 es denomina com "Hospital de l'Anunciació de nostra Senyora".
En 1748 disposa  Ferran VI el trasllat de la institució a un solar proper situat a la fi de la carrer Atocha, sent l'edifici dissenyat per José d'Hermosilla. És molt possible que desaparegués en algun instant a la fi del XVIII o al començament del XIX. En 1843 s'inicia la construcció de l'edifici de les Corts. L'hospital General d'Atocha passarà gairebé un segle fins a construir-se, durant un temps es va continuar anomenant Hospital General de Nostra Senyora de l'Encarnació i Sant Roc.